# Kelly Rohrbach
Kelly Rohrbach (Nova York, 21 de gener de 1990) és una model i actriu estatunidenca coneguda com a model de Sports Illustrated i el seu paper com C. J. Parker a la pel·lícula Baywatch.

## Biografia
Kelly Rohrbach va néixer a Nova York i es va criar a Greenwich, Connecticut. És la filla d'Anne Wholey i Clay Rohrbach, un financer d'ascendència suïssa. Va assistir a l'Acadèmia de Greenwich. Va jugar al golf per Greenwich i va obtenir una beca esportiva a la Universitat de Georgetown per jugar al golf per Georgetown Hoyas. Es va graduar de Georgetown el 2012 amb un títol de teatre i es va inscriure a l'Acadèmia de Música i Art Dramàtic de Londres per continuar actuant. Va tenir petits papers a les sèries de televisió Two and a Half Men, The New Normal, Rizzoli & Isles, Broad City i Rush. Després de treballar a Hollywood durant dos anys, Rohrbach va començar a fer de model. Va aparèixer en la campanya de màrqueting de vacances de 2014 de Gap Inc. i per al denim d'Old Navy l'any 2015. Va aparèixer en l'edició de Sports Illustrated Swimsuit Issue de 2015, i va ser nomenada la seva "Rookie de l'Any". Va interpretar C. J. Parker en el llargmetratge Baywatch de 2017, basada en la sèrie de televisió 1989-2001 amb el mateix nom.